# Alexander Robertus Todd

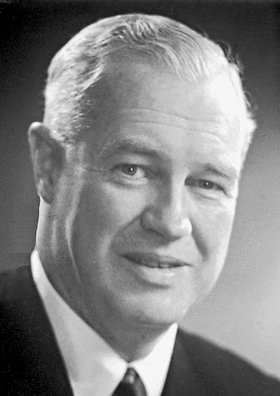
Alexander Todd

Alexander Robertus Todd, Baron Todd (* 2. Oktober 1907 in Glasgow; † 10. Januar 1997 in Cambridge) war ein britischer Chemiker. Er erhielt 1957 den Nobelpreis für Chemie für „grundlegende Arbeiten über die Gruppe der Nukleotide und Nukleotid-Coenzyme, deren Bauprinzip und chemische Funktionsweise er aufgeklärt hat“.

## Leben
Alexander Todd wurde 1907 in Glasgow in Schottland geboren und blieb hier bis zum Abschluss seines Studiums an der Universität Glasgow. Seine Promotion erfolgte in Deutschland an der Johann Wolfgang Goethe-Universität in Frankfurt am Main, eine zweite 1933 in Oxford. 1936 wurde er Dozent am Lister-Institut für vorbeugende Medizin in London und unterrichtete dort Biochemie. Ab 1937 unterrichtete er dasselbe Fach auch an der University of London. Ein Jahr später wurde er als Professor für Organische Chemie und als Leiter der chemischen Laboratorien an die Universität in Manchester berufen. 1944 erfolgte die Berufung an die Universität Cambridge als ordentlicher Professor für Organische Chemie, wo er bis 1971 blieb und danach emeritierte. Er starb 1997 im Alter von 89 Jahren in Cambridge.

## Wirken
Alexander Todd war einer der Pioniere der Erforschung der Nukleinsäuren. Er befasste sich vor allem mit der Aufklärung des Aufbaus sowie mit der Synthese von Nukleotiden und beschrieb unter anderem 1949 zusammen mit James Baddiley die erstmalige chemische Synthese von Adenosintriphosphat (ATP). Seine ersten wichtigen Strukturaufklärungen in diesem Bereich stammen aus dem Jahr 1942, wo es ihm gelang, Details über den Aufbau und die Reaktionsmechanismen zu entschlüsseln. Zu Beginn der 1950er Jahre konnte er einige der Nukleotide künstlich herstellen, aus denen die Desoxyribonukleinsäure (DNA) besteht, die bei allen Organismen der Träger der Erbinformationen ist.
1955 klärte er die Struktur des Vitamins B12 auf, indem er erstmals Methoden der organischen Chemie mit der Röntgenstrukturanalyse kombinierte. Er beschäftigte sich zudem mit dem Aufbau der Nukleotid-Coenzyme, die als Enzym der DNA wirken. Seine wichtigsten Arbeiten waren die Aufklärung der Struktur der Desoxyribonukleinsäure sowie der Ribonukleinsäure (RNA), mit denen er die Grundsteine für die moderne Genetik, Biochemie und Molekularbiologie legte.
Er war Mitentdecker der Atherton-Todd-Reaktion.

## Ehrungen und Auszeichnungen
Neben dem Nobelpreis wurde Alexander Todd auf vielfältige Weise für seine wissenschaftliche Arbeit geehrt. So wurde er 1954 von Queen Elisabeth II. zum Knight Bachelor geschlagen und 1962 als Baron Todd, of Trumpington in the County of Cambridge, zum Life Peer erhoben. Seit 1966 war er außerdem Mitglied des Ordens Pour le Mérite für Wissenschaft und Künste.
Zu den wissenschaftlichen Ehrungen gehören folgende:
- Ehrendoktorwürden an den Universitäten in Kiel, Glasgow, London, Madrid, Exeter, Leicester, Aligarh, Wales, Yale, Sheffield und Melbourne.
- Mitgliedschaft bei der Royal Society
- Mitgliedschaft bei der National Academy of Sciences (1955), der American Academy of Arts and Sciences (1957), der American Philosophical Society (1965),[1] der Royal Society of Edinburgh (1966),[2] der Österreichischen Akademie der Wissenschaften und dem Spanish Council of Scientific Investigation sowie weiterer internationaler wissenschaftlicher Vereinigungen
- 1955 Royal Medal der Royal Society
- 1957 Mitglied der Deutschen Akademie der Naturforscher Leopoldina[3]
- 1962 Paul-Karrer-Vorlesung.
- 1966 Robert Robinson Award
- Meldola-Medaille des Royal Institute of Chemistry and the Society of Maccabeans
- Davy-Medaille und Royal Medaille der Royal Society
- Cannizaro-Medaille der Italian Chemical Society
- Lavoisier-Medaille der French Chemical Society
- Lomonossow-Goldmedaille der Russischen Akademie der Wissenschaften